# Sam Tsui

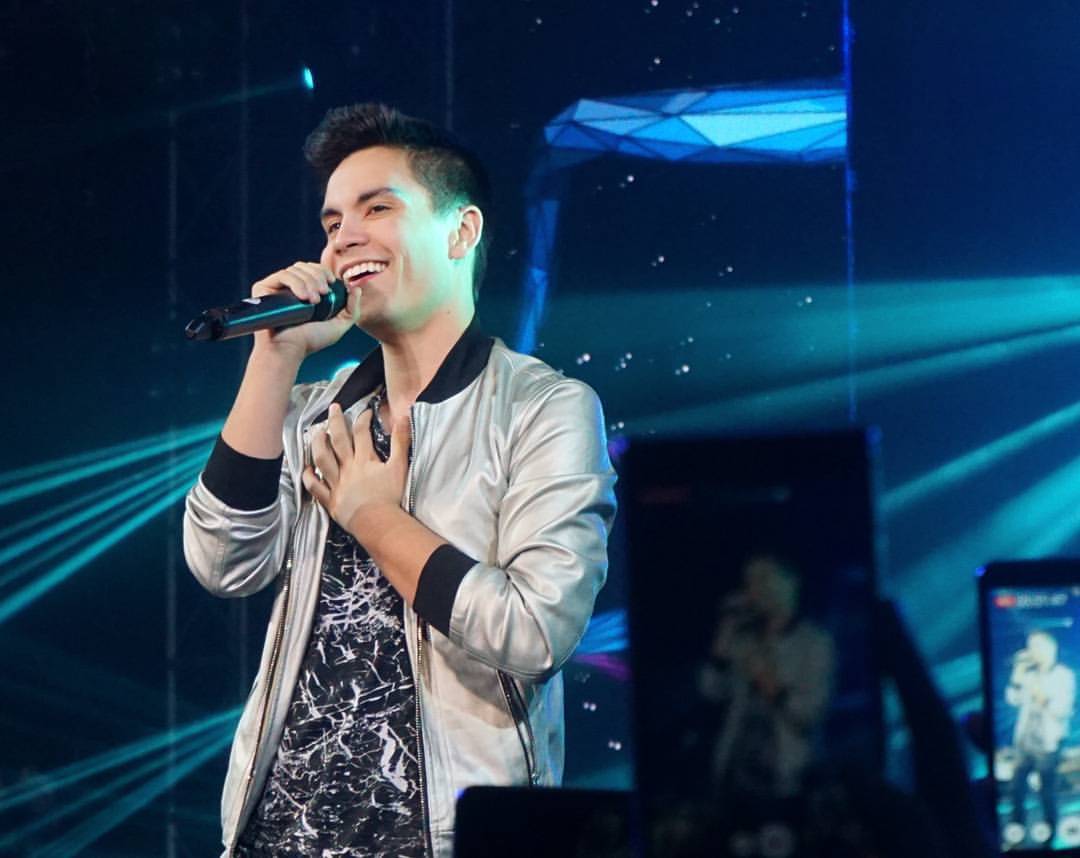
Sam Tsui, 2015

Samuel Tsui (* 2. Mai 1989 in Blue Bell, Pennsylvania) ist ein US-amerikanischer Musiker, der seine Werke über YouTube veröffentlicht. Bekanntheit erlangte er durch das Covern von verschiedenen Titeln bekannter Interpreten, sowie auch durch das Spielen von Medleys und Mashups.

## Biografie
Tsui hat einen chinesischen Vater und eine US-amerikanische Mutter. Er wuchs nur eine Straße entfernt von Kurt Hugo Schneider auf, seinem heutigen Produzenten und Musikerkollegen, mit dem er auch die Wissahickon High School besuchte. Tsui graduierte 2011 in dem Studiengang Altgriechisch Magna Cum Laude an der Yale University. Am 15. April 2016 gab Tsui in seinem Vlog bekannt, dass er seit Längerem eine Beziehung mit dem Sänger Casey Breves führt. Breves erschien bereits in mehreren Videos auf Tsuis Kanal, wie zum Beispiel dem erfolgreichen „Thinking Out Loud / I'm Not The Only One MASHUP“. Am 16. April 2016 heirateten die beiden. Am 11. Juni 2021 wurde ihre adoptierte Tochter Elaia geboren.

## Karriere
Tsui und Schneider begannen schon in der Highschool mit ersten gemeinsamen Aufnahmen an einem Keyboard mit primitiven Aufnahmegeräten und dem Programm GarageBand. Später schrieben sich beide an der Yale University ein, wo sich eine musikalische Partnerschaft entwickelte. Gemeinsam produzierten sie eine Reihe verschiedener Covers und Medleys, sowie 2009 auch einige Folgen einer Online-Serie genannt „College Musical“, aus denen 2014 ein vollständiger Film hervorging. Im Dezember 2010 wurde Schneiders YouTube-Kanal „KurtHugoSchneider“ über 579 Millionen Mal von Usern aus aller Welt besucht, und 2,5 Mio. Mitglieder auf YouTube hatten den Kanal bereits abonniert.
Das am meisten angesehene Video (über 231 Millionen Klicks) ist derzeit ein Cover von Just a Dream (Nelly), in dem Tsui ein Duett mit Christina Grimmie singt.
Im Juni 2011 verzeichnete Schneiders YouTube-Kanal über eine Million Abonnenten, 2015 bereits über fünf Millionen, außerdem über 1 Milliarde Aufrufe.
Am 11. Mai 2013 erschien sein gemeinsam mit Kurt Hugo Schneider produziertes neues Album. Seit dem 14. August 2011 verfügt Tsui über einen eigenen YouTube-Kanal „TheSamTsui“, der im Juli 2016 bereits  2,5 Millionen Abonnenten und über 280 Millionen Video-Aufrufe zählt. Die meisten Videos werden allerdings weiterhin über Schneiders Kanal veröffentlicht.

## Diskografie

### Februar 2010:The Covers
Das Album The Covers wurde über den iTunes Store am 9. Februar 2010 veröffentlicht und enthält zehn Coverversionen bekannter Songs.
- Michael Jackson Medley (Michael Jackson)
- Down (Jay Sean)
- Don’t Stop Believin’ (Journey)
- Halo (Beyoncé)
- Breaking Free (Drew Seeley, Zac Efron & Vanessa Hudgens)
- You and I Both (Jason Mraz)
- Run (Snow Patrol)
- Thinking of You (Katy Perry)
- Lady Gaga Medley (Lady Gaga)
- Fireflies (Owl City)
- Just a Dream (Nelly)
- Love the Way You Lie (Eminem feat. Rihanna)
- Rolling in the Deep (Adele)
- Katy Perry Medley (Katy Perry)
- Jar of Hearts (Christina Perri)
- Moves like Jagger (Maroon 5)
- Die Young (Kesha)
- Try (P!nk)
- Little Things (One Direction)
- Don't you worry child (Swedish House Mafia)
- We Are Young (fun.)
- Mirrors (Justin Timberlake)
- One More Night (Maroon 5)
- Demons (Imagine Dragons)
- I knew you were  (Taylor Swift)
- As long as you love me (Justin Bieber)
- What makes you beautiful (One Direction)
- Skyfall (Adele)
- Titanium (David Guetta feat. Sia)
- When I Was Your Man (Bruno Mars)
- So Sick (Neyo)
- Stay (Rihanna)
- Imagine (John Lennon)
- Born this way (Lady Gaga)
- Problem (Ariana Grande)

### Oktober 2010:DJ Got Us Falling in Love
Am 10. Oktober 2010 wurde ein Mini-Album durch "Mud Hut Digital" veröffentlicht, welches drei Covers beinhaltet:
- DJ Got Us Falling in Love (Usher feat. Pitbull)
- Replay (Iyaz)
- Heaven (Bryan Adams).

### Singles
Tsui hat bisher neun Singles veröffentlicht, darunter einen Originalsong unter NoodleHouse Records und vier Coversongs unter Mud House Digital.
- 2010: Don’t Want an Ending
- 2010: If I Die Young (The Band Perry cover)
- 2010: King of Anything (Sara Bareilles cover)
- 2010: The Only Exception (Paramore cover featuring Kurt Schneider)
- 2011: Imagine (with AHMIR)
- 2011: Start Again
- 2011: Hold It Against Me (Britney Spears)
- 2011: How to Love (Lil Wayne)
- 2013: Me without you
- 2013: Make it up
- 2013: Grey Area
- 2014: Wherever You Are
- 2014: Wildfire
- 2016: Secret
- 2016: Perfect Storm